# Rourea parviflora
Rourea parviflora là một loài thực vật có hoa trong họ Connaraceae. Loài này được Ernest Friedrich Gilg miêu tả khoa học đầu tiên năm 1891.

## Mô tả
Dây leo thân gỗ lớn, dài tới 35 m và đường kính tới 15 cm. Các cành xẻ rãnh sâu, thường với lớp li e (bần) liên xylem; các cành nhỏ từ có lông tơ đến nhẵn nhụi. Cuống lá dài 2,5-7 cm; trục lá dài 6-22 cm; các cuống lá chét dài 1-2 mm; lá chét 5-19, hình trứng đến thuôn dài hay thuôn dài-hình trứng ngược, gần như nhẵn nhụi; đỉnh thường nhọn hoắt; phần nhọn thường có khía; lá chét tận cùng 5-15 × 2-6 cm; các lá chét bên 2-14 × 1-5 cm, từ bất đối xứng đến gần như đối xứng. Cụm hoa dài tới 2 cm, có lông tơ. Cuống hoa trên khớp nối dài 1,5-4 mm. Lá đài 2 × 1,5 mm. Cánh hoa 5-6 × 1,5-2,5 mm, chụm lại gần đáy, xếp lợp và chỉ hơi gập trong chồi. Nhị dài 2,5-5 mm, nhị ngắn 2-4 mm. Nhụy hoa dài 2-5 mm; vòi nhụy với một ít lông; bầu nhụy rậm lông. Quả đại 1 mỗi hoa, hiếm khi hơn, 25-32 × 10-15 mm, hình trứng, nhọn ở đỉnh, nhẵn nhụi ngoại trừ có một ít lông ở đỉnh, mở theo đường ráp mặt bụng. Lá đài ở quả 4-6 × 4-6 mm. Hạt kích thước tới 22 × 12 mm, vỏ hạt khoảng 1/3 mọng thịt và màu vàng, phần còn lại mỏng, rất sẫm màu (đỏ?) và bóng, rễ mầm ở đỉnh, trụ dưới lá mầm ở hạt dài khoảng 1mm. Cây non mọc trên mặt đất; trụ dưới lá mầm thuôn dài mạnh. Không có rễ chính sơ cấp. Các lá mầm trải rộng và mọng. Các lá đầu tiên hình lông chim, gần như mọc vòng.

## Phân bố
Loài này có tại Angola (tỉnh Cabinda), Cameroon, Cộng hòa Congo, Cộng hòa Dân chủ Congo, Gabon, các đảo trong vịnh Guinea, Nigeria, Cộng hòa Trung Phi.
Môi trường sống là các rừng mưa, ở cao độ tới 1.000 m.